# Malundu
 (mai 2014).
Si vous disposez d'ouvrages ou d'articles de référence ou si vous connaissez des sites web de qualité traitant du thème abordé ici, merci de compléter l'article en donnant les références utiles à sa vérifiabilité et en les liant à la section « Notes et références ».
Malundu (parfois « Maloundu ») est un canton, comprenant les villages de Lendendoungou, Missami, Mboua, Walla, Missami et Kessala, dans la province gabonaise du Haut-Ogooué. Il est situé entre les villages de Moungouango et la commune de Boumango.
Il est habité essentiellement par les Batékés et les Bahoumbou. Il dispose d'un dispensaire, d'une école primaire et d'un stade. L'activité est essentiellement l'agriculture (manioc, banane, igname, mais, tubercule, oseille), la pêche et la chasse.
Il est baigné par la rivière Malundu.